# Dark Danny
Dan Phantom é um vilão da série de desenho animado Danny Phantom. 

## História
Há uma explosão no Nasty Burger, os amigos, a família e o professor de Danny morrem. Sem ninguém há recorrer, Danny vai para casa de Vlad, e pede-lhe para separar seu lado fantasma do seu lado humano. Vlad o faz, mas a parte fantasma de Danny fica maligna e separa o lado fantasma de Vlad do seu lado humano e depois possui o lado fantasma de Vlad fazendo com que o lado fantasma de Danny se funda com o lado fantasma de Vlad, criando o Dan Phantom.
Assim, Dan Phantom mata o lado humano de Danny, explode a casa de Vlad e aí vai destruir a cidade. A sua aparência é muito múscula, seu cabelo é branco flamejante com um rabo-de-cavalo, seus olhos vermelhos brilhantes, veste uma calça preta com botas brancas, uma camisa branca e luvas pretas, com uma espécie de "T" preto na camisa, e no centro do peito seu símbolo.

## Poderes
-Sensor fantasma:
Toda vez que um fantasma se aproxima, uma espécie de fumaça vermelha sai de seu nariz.
-Invisibilidade:
Pode se tornar invisível a olho nu.
-Voo:
Pode voar em alta velocidade, não foi dito quanto, mas por ter os poderes de Danny e de Vlad, supõe-se que ultrapassasse 190 km/h.
-Andar em qualquer superficie:
Pode andar em qualquer superfície sólida, tanto horizontal quanto verticalmente.
-Possesão humana:
Ao entrar em um humano, ele toma controle de todos os movimentos do corpo da pessoa.
-Raios de energia ecto-plásmica:
Pode soltar raios das suas mãos de energia ecto-plásmica pura, que explodem quando atingem o alvo. Pode lança-las na forma de bolas.
-Criação de portais para a zona fantasma:
Com um movimento da mão, ele pode abrir portais para a zona fantasma.
-Criação de duplicatas:
Dan Phantom pode duplicar-se em até quatro vezes, as cópias possuem todos os seus poderes.
-Transformação:
Pode transformar-se em Danny normal, não sabido se pode se transformar em qualquer humano.
-Esfera protetora:
Cria uma esfera de energia ecto-plásmica que o protege de ataques.
-Cordas ecto-plásmicas:
Pode criar cordas de energia ecto-plásmica que podem prender qualquer entidade, fantasma ou não.
-Transformação em fumaça:
Pode se transformar em um vulto de fumaça verde, fazendo objetos sólidos passarem por ele.
-Toque paralisante:
Pode paralisar uma pessoa tocando nela.
-Intangibilade:
Pode, como todo fantasma, ficar e deixar qualquer coisa que ele tenha contato intangível, podendo atravessar objetos sólidos.
-Grito fantasmagorico:
Um poderoso grito fantasma que pode destruir prédios inteiros e aparelhos eletrônicos, além de atordoar fantasmas e humanos.
Além desses poderes, ele ainda possui força, agilidade e resistência sobre-humanas, pode girar a cabeça e o tronco em 180 graus e abrir buracos em seu estômago.

## Personalidade
È desconhecida porque é 100% mal já que é uma fusão das metades fantasmas de Danny e Vlad.Pode ser que a perda dos entes queridos de Danny o tenha feito um pouco mais mal o que poderia permitir que o mal de Vlad acabe com o bem de Danny ou as luvas de fantasmas tenha separado todo bem de Danny o mesmo para Vlad  então na fusão ele ficou 2 vezes mal e poderoso também não se sabe porque Dan Phantom quis destruir a cidade, mas é possivel que para ele  algo divertido.O mundo inteiro foi desolado  menos Amith Park foi protegida por um escudo fantasma que ele explodiu com grito fantasmagórico pois e lá que ficou escondida A caç-fantasma, Valerie Gray ou seja uma antiga aluna da escola dele que é uma garota de 24 anos fantasma igual a ele.